# Spencer (arma)
Spencer è una famiglia di fucili e carabine a ripetizione, che furono tra le prime armi da fuoco statunitensi dotate del meccanismo a leva e di cartuccia metallica, inventate da Christopher Spencer. Vennero prodotte in circa 200.000 esemplari e furono impiegate nella Guerra di Secessione ma non soppiantarono le armi tradizionali ad avancarica e percussione allora in uso. Furono tra le più popolari e apprezzate armi dell'epoca, per la loro robustezza, precisione e maneggevolezza. Fra i loro estimatori ci fu George Armstrong Custer.

## Storia

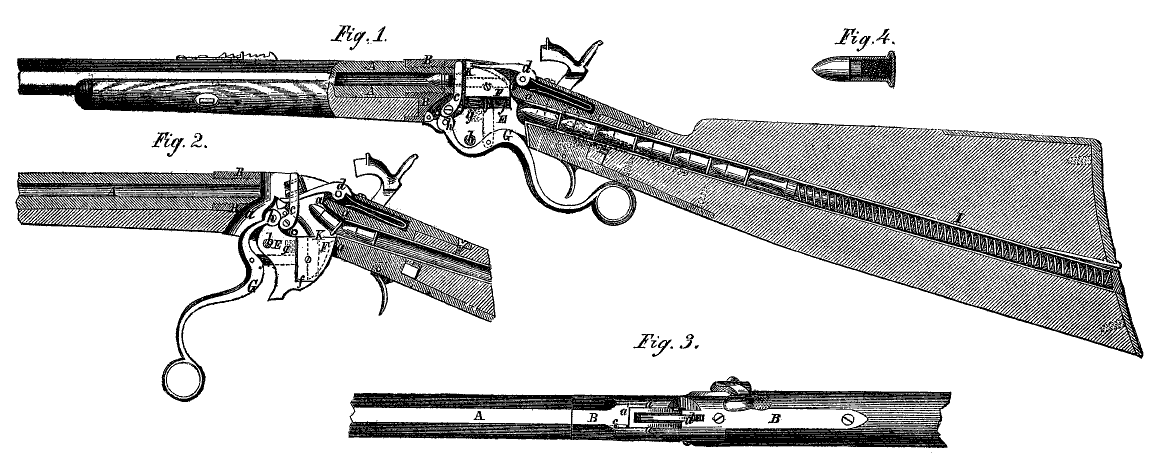
Progetto del fucile a leva Spencer, con serbatoio tubolare nel calcio

Nel 1860 Christopher Spencer aveva brevettato un fucile a ripetizione con sistema a leva e alimentazione da caricatore tubolare da 7 colpi, inserito nel calcio. Avendolo proposto alle autorità militari degli Stati Uniti, incontrò lo scetticismo dei conservatori che pur riconoscendo le importanti prestazioni dell'arma, ne criticarono il costo e il fatto che, essendo a ripetizione, avrebbe spinto i soldati a "sprecare cartucce".
Nel 1863, poco dopo la battaglia di Gettysburg, Christopher Spencer riuscì a farsi ricevere dal presidente degli Stati Uniti Abraham Lincoln, e a offrire una dimostrazione dell'arma nel giardino della Casa Bianca. Lincoln ne fu impressionato e ordinò di acquistare l'arma, benché i militari fossero contrari anche a causa del suo alto costo unitario, equivalente a diversi fucili ad avancarica tradizionali.
Lo Spencer fu così il primo fucile a ripetizione militare a cartuccia metallica rimfire. Fu adottato prima dalla United States Navy e poi dall'Union Army specialmente dalla cavalleria, durante la guerra civile americana. La carabina Spencer invece era una versione più corta e leggera e molto più diffusa. Un importante vantaggio del fucile Spencer, assai apprezzato dai soldati, era l'insensibilità delle cartucce metalliche agli agenti atmosferici, a differenza di quelle di carta usate da tutti i fucili militari d'ordinanza dell'epoca.
Lo Spencer venne distribuito ampiamente a reparti speciali dell'Unione, come la Lightning Brigade del col. Wilder, a truppe esploranti e raiders a cavallo, e anche le truppe confederate la utilizzarono, avendone catturate diverse: ma non essendo in grado di produrne le munizioni, il loro uso delle armi Spencer fu limitato.
Pur essendo largamente superiore ai fucili ad avancarica allora in dotazione sotto tutti gli aspetti (maneggevolezza, precisione, volume di fuoco, semplicità d'uso, tranne solo per la gittata) la carabina Spencer non riuscì ad influire su nessuno scontro degno di nota, poiché il numero presente era comunque troppo esiguo.
I soldati confederati soprannominarono l'arma "la carabina yankee che si carica la domenica e spara tutta la settimana", a causa del suo caricatore tubolare che poteva essere rapidamente sostituito con un altro carico.